# Ankergasse 4 (Nördlingen)

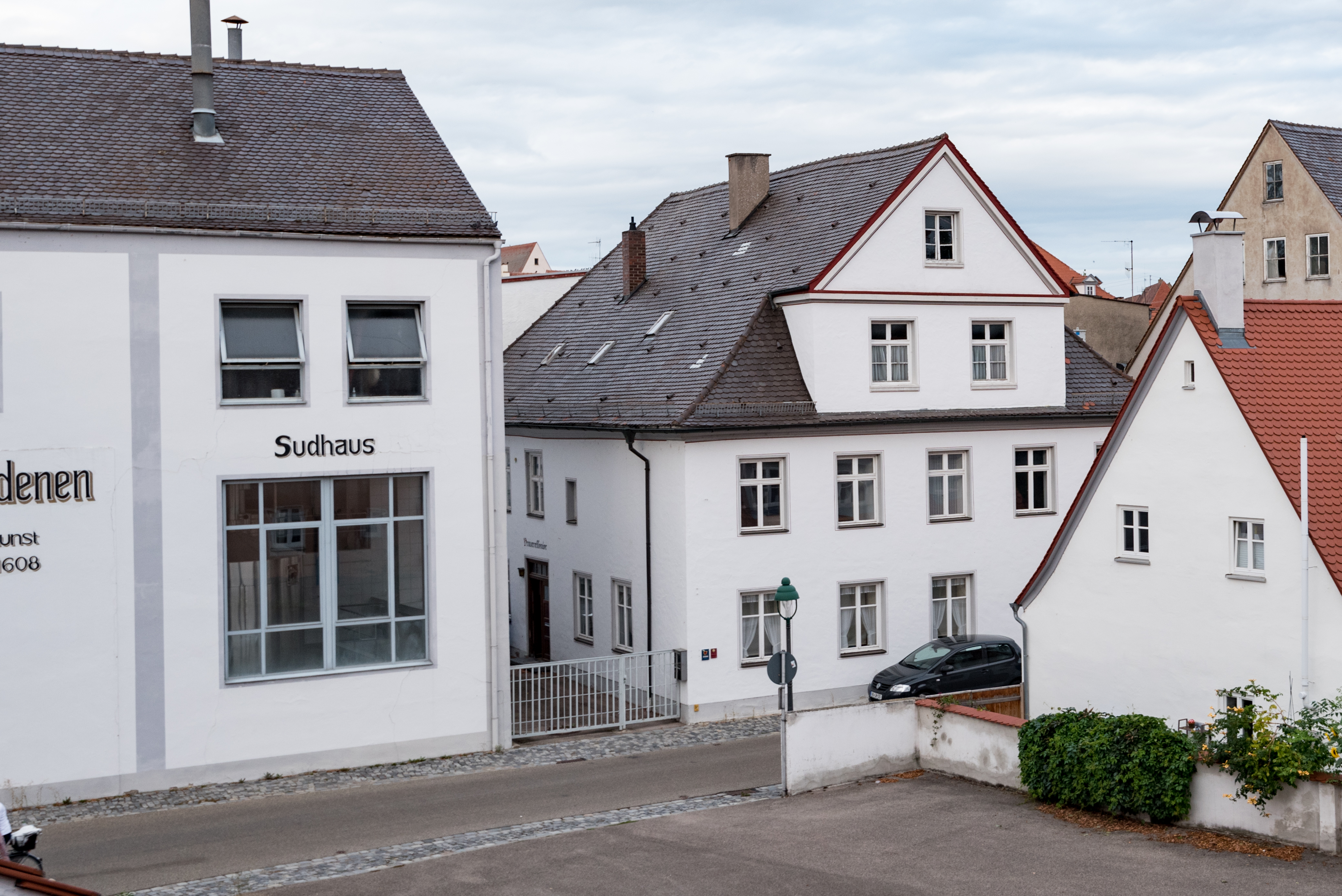
Gebäude Ankergasse 4 in Nördlingen (Bildmitte)

Das Gebäude Ankergasse 4 in Nördlingen, einer Stadt im schwäbischen Landkreis Donau-Ries in Bayern, wurde um 1782 errichtet. Das heutige Wohnhaus ist ein geschütztes Baudenkmal.
Das ehemalige Kontorhaus der Ankerbrauerei ist ein zweigeschossiger, giebelständiger, zur Gasse abgewalmter Satteldachbau mit profiliertem Traufgesims und Zwerchhaus. 
Das Gebäude wurde im Laufe des 19. Jahrhunderts mehrfach verändert und im 20. Jahrhundert zu einem Wohnhaus umgebaut.